# Доред, Янис Рейнхолд
Я́нис Рейнхо́лд Доре́д (латыш. Jānis Reinholds Doreds; также известен как Ян Доред, Иван Давидович Доред, Джон Доред; 23 апреля 1881, Приекули — 22 сентября 1954, Халден) — русский, советский и американский оператор-документалист латышского происхождения, фронтовой кинооператор Первой и Второй мировых войн.

## Биография
Родился поместье Вейсмани, недалеко от села Приекули Лифляндской губернии (ныне — Латвия) в семье латышского гончара. Шестилетним пошёл в местную начальную русскую школу для мальчиков. После её окончания в течение пяти лет был учеником-подмастерьем в лавке немецкого купца, где усовершенствовал свой немецкий язык, обучался бухгалтерскому учёту, а у дочери купца — светским манерам.
В 1897 году из-за ложных обвинений потерял работу и по решению семьи тем же летом уехал к старшему брату в Москву. Там работал в крупном магазине фотоаксессуаров, имевшем филиалы по всей России. Со временем освоил все технологические процессы фотографии, учил английский и французский языки, занимался переводом фотолитературы на русский, получил назначение заведующим лабораторией. Привезённый в 1903 году владелецем магазина кинетоскоп повлиял на его дальнейшую судьбу, приведя к поездке к Шарлю Пате в Париж.
В период 1906—1911 годов работал за границей. Устроившись во Франции на фирму Pathé, освоил киносъёмку и в 1907 году отправился в филиал фирмы в США, где приступил к самостоятельным съёмкам. В 1910 году под творческим псевдонимом «Джон Доред» (англ. John Dored) дебютировал в игровом кино короткометражным фильмом «Сержант» / The Sergeant.
Вернувшись в 1911 году в Россию, под псевдонимом «И. Д. Доред» работал на частных киностудиях: Товарищество «Волга» Г. Либкена, Товарищество «Киножизнь», а впоследствии для Московского кинокомитета. Как специализировавшегося на кинохронике, с началом Первой мировой войны его привлекли к съёмкам для Скобелевского комитета, проводимых непосредственно в зоне боевых действий, где он отличался мужеством. Известен и как автор ряда фотографий.
По свидетельству Юрия Желябужского, Доред наряду с другими операторами пользовался услугами кинолаборатории Ш. В. Кенеке и В. Н. Мартынова в Москве.
В мае 1918 года снимал последствия правоэсеровского мятежа в Саратове. После был прикомандирован к Высшей военной инспекции при РВС, возглавляемой Н. И. Подвойским. Осуществил инспекционную поездку по частям Красной армии, побывав в Брянске, Курске, Орле, Тамбове и Уфе. Летом 1919 года, сопровождая Подвойского в поездке по Украинской ССР, оказался в Киеве в момент его взятия «белыми». После продолжал съёмки, находясь в рядах Добровольческой армии. Лишь в апреле 1920 года в польском госпитале для интернированных узнал о независимости Латвии, после чего вернулся в Латвийскую Республику.
С 1920 года — оператор отделения Pathé в Риге, работал по всему Балтийскому региону, включая Польшу и страны Скандинавии. В 1921 году на улице Стрелниеку, 2 открыл собственную лабораторию по проявке плёнки «Стандарт», там же изготовлялись латышские субтитры для иностранных фильмов. Сделанные им фотографии публиковались в «Иллюстрированном журнале» / Ilustrēts Žurnāls, вошли в альбом «Природа и жизнь Латвии» / Latvijas daba un dzīve (1927).
В качестве иностранного корреспондента американского киножурнала Pathé News в январе 1924 года, не имея разрешения, снял похороны Ленина в Москве и тем же вечером сумел передать коробку с отснятым материалом через своего знакомого, полномочного представителя Латвии в СССР Карлиса Озолса. За несанкционированную съёмку в конце января был арестован ОГПУ и помещён в Лубянскую тюрьму, позже переведён в Бутырскую. Под следствием провёл около года, лишь затем получил разрежение на выезд из страны.
Его обвиняли в том, что он нарушил запрещение. Действительно, не взирая на все трудности, он снял похороны, и его фильм уже появился в Европе и в Америке.
О дерзком поступке кинохроникёра десять лет спустя писал американский журнал о кино:

Большевики схватили его, вернувшегося в Россию, чтобы присутствовать на похоронах Ленина, и только заступничество Британского посольства спасло его от расстрела
— «В команде Джон Доред», Motion Picture Herald № 120 1935
С 1925 года работал в США, начиная с 1927 года — для киножурнала Парамаунт-ньюс. Принял американское гражданство лишь после оккупации Латвии Советским Союзом в 1940 году.
В качестве репортёра участвовал в арктической экспедиции Уилкинса—Эллсуорта, снимал итальянское вторжение в Эфиопию, гражданскую войну в Испании, находясь в Вене — аншлюс Австрии, начало Второй мировой войны и бомбардировку Варшавы, оккупацию Польши, открытие второго фронта и военные действия стран антигитлеровской коалиции.

… человек, известный всей Европе, потому что он всегда был там, где в XX веке происходили перевороты, вторжения, оккупации и революции. Его знали короли, министры и диктаторы, не говоря уже о репортёрах стран мира.
— Петерис Корсакс о Я. Дореде, «Латвийские фотографы — свидетели войны» 2019
Автор около тысячи сюжетов для кинопериодики.
Оставив работу, с 1950 года жил в Халдене (Норвегия), на родине супруги.
Скончался 22 сентября 1954 года, похоронен в Норвегии.

## Семья
- отец — Дэвид Доред, из старинной латышской семьи, владевшей собственной фермой «Старый Доред». Сам Дэвид владел гончарной мастерской, после продажи которой служил у немецкого барона[4][30];
- мать — Карлин Доред (урождённая Гренчоне)[4];
- брат — Карлис Доред (1877—1940), рано отделился от семьи и работал В Москве[31];
- сестра — Анна Доред (по мужу — Юргенсон; 1878—1946);
- сын от первого брака — Валтер Доред (1904— ?);
- вторая жена — Элизабет Браадланд Доред[норв.] (1908—1972), норвежская художник и писатель, автор биографической книги о муже «Для меня земля круглая. Джон Доред рассказывает» (1955), а также романов «Я любил Тиберия» (1959), «Финикийская лестница» (1963), «Пилат и Назарянин» (1967)[32]. Замужем за Я. Доредом с 1935 года[4].
- сын — Юджин Доред, проживает в США[33].

## Избранная фильмография
- 1910 — Сержант[англ.] (короткометражный)
- 1912 — Сплав леса в Архангельске (документальный)
- 1913 — Дочь купца Башкирова / Драма на Волге / Дочь купца
- 1913 — Открытие Романовского моста в Ярославле (документальный)
- 1913 — Под гнётом злой воли
- 1915 — Кавказская туземная дивизия (документальный)
- 1916 — Герои и трофеи турецкой твердыни — крепости Эрзерума в Петрограде (документальный)
- 1916 — Падение Трапезунда и вступление в него наших доблестных войск (документальный; совместно с Г. Эрколем)[34]
- 1916 — Посещение их августейшим главнокомандующим Кавказской армии Великим князем Николаем Николаевичем (документальный)
- 1917 — Спекулянты / Дочь спекулянта (совместно с А. Левицким; не сохранился)
- 1918 — Великое творение революции (документальный; не был выпущен)
- 1918 — Сигнал (короткометражный; совместно с Э. Тиссе)
- 1918—1919 — Хроника Гражданской войны (документальный)
- 1919 — Саботажники / Смерть Леонида Андреева (не сохранился)

В Российском государственном архиве кинофотодокументов хранятся более десятка документальных фильмов периода с 1910-х годов, снятых при участии Дореда.

## Память
Иван Доред упоминается среди первых советских кинооператоров в фильме «У истоков советского кино» (1979, ЦСДФ).
В 2004 году личные вещи Яниса Дореда передал Рижскому музею кино его сын Юджин.
В 2007 году в Латвии вышел документальный фильм «Остров Джона Дореда» / Džona Doreda sala, основанный на переписке Я. Дореда с его супругой Элизабет (режиссёр Дзинтра Гек, Studio SB).
В 2011 году в Цесисском музее истории и искусства состоялась выставка «Легендарный кинооператор и фотограф Янис Доред (1881—1954)», там же в 2021 году прошла выставка «Янис Доред. Выдающийся фото- и кинорепортёр мира XX века».

## Комментарии
1. ↑  Увиденные тогда «движущиеся картинки» так вдохновили его, что он сказал себе: «Это то, что мне нравится и что я буду делать»[6].
2. ↑  Отзывы в печати о работе оператора того периода были весьма лестны: «съёмка выполнена интересно и красиво», «картины реки производят дивное впечатление»[10], «… удачны и красивы виды Волги, на фоне которых разыгрывается драма»[11].
3. ↑  Уважение к мастерству Дореда — военного хроникёра выразил в своих мемуарах «Рассказы о кинематографе» Александр Левицкий[15].
4. ↑  Сформулированные Доредом 20 требований, которыми должен обладать современный фоторепортёр, и впоследствии перепечатанные журналом «Советское фото» № 3 1929[17], использовал в своей педагогической практике Александр Родченко[18].
5. ↑  Организованная Шарлем Кенеке и Владимиром Мартыновым небольшая лаборатория по качеству проявки плёнки конкурировала с лабораторией «Пате́». Пользующаяся популярностью среди операторов, она стала их своеобразным клубом: её также посещали Бендерский, Винклер, Гибер, Зебель, Ермолов, Левицкий, Лемберг, Новицкий, Рылло, Форестье[19].
6. ↑  О характере некоторых съёмок Дореда в Гражданскую войну упоминается в мемуарах Вениамина Додина:

Мы с Янисом при штабе были, при Тухачевском да при Антонове-Овсеенко. Всё знали доподлинно, что затевается и как оно получается на деле. Так ведь это они мужиков удушающими газами поотравливали тысячами! У Яниса всё это на кино было заснято.
— Вениамин Додин «Площадь Разгуляй»[20]
7. ↑  Через К. Озолса Дореду удалось переправить 600 футов негатива (около 7 минут экранного времени), остальные 840 футов были конфискованы ОГПУ[22].
8. ↑  В результате многомесячных допросов ему вынесли приговор: «Иван Давидович Доред, вы признаны врагом Советского Союза. За преступления против государства вы приговорены к смертной казни через расстрел»[4].
9. ↑  По данным историка фотографии Петериса Корсакса более позднего времени усилия по освобождению Дореда также предпринимали посольства США и Латвии[26].
10. ↑  В Советской Латвии из-за «железного занавеса» о Дореде — латыше с мировым именем на протяжении 40 лет не удавалось найти никакой информации, пока в 1980-х годах кинорежиссёр Ансис Эпнерс не провёз из зарубежной поездки изданную в Стокгольме книгу Элизабет Доред[норв.] «Для меня земля круглая» (1957)[4].